# Оледжо-Кастелло
Оледжо-Кастелло (итал. Oleggio Castello) — коммуна в Италии, располагается в регионе Пьемонт, в провинции Новара.
Население составляет 1968 человек (2008 г.), плотность населения составляет 296 чел./км². Занимает площадь 6 км². Почтовый индекс — 28040. Телефонный код — 0322.
Покровителем коммуны почитается святитель Мартин Турский, празднование 11 ноября.

## Демография
Динамика населения:

## Администрация коммуны
- Официальный сайт: https://web.archive.org/web/20100330193555/http://www.comunedioleggiocastello.it/